# مقاطعة إيلبصان
مقاطعة إيلبصان (بالألبانية:  Qarku i Elbasanit) هي واحدة من 12 مقاطعة في ألبانيا. عدد سكانها في تعداد 2011 بلغ 295827، في مساحة 3199 كيلومتر مربع. وعاصمتها هي مدينة إيلبصان.